# Institut d'histoire et d'archéologie de Cognac et du Cognaçais
L'Institut d'histoire et d'archéologie de Cognac et du Cognaçais est une société savante, fondée à Cognac (Charente), en 1956.

## Historique
En 1956, Pierre Martin-Civat, professeur d'histoire-géographie à Cognac, fonde l'Institut d'histoire et d'archéologie de Cognac et du Cognaçais. Il en fut le président jusqu'à sa mort en 1983. Le siège de l'institut se situe désormais au Couvent des Récollets de Cognac.

## Objectifs et actions de l'institut
L'Institut d'histoire et d'archéologie de Cognac et du Cognaçais s'est fixé pour but l'étude de l'histoire et de l'archéologie de la région de Cognac.
L'Institut d'histoire et d'archéologie de Cognac et du Cognaçais organise des séances bimestrielles sur l'histoire et l'archéologie locale et régionale.
Il publie un bulletin annuel et des Mémoires. L'institut compte environ 150 membres. Il échange ses publications avec une vingtaine de sociétés savantes en France et à l'étranger.